# Contrecœur
Contrecœur o Contrecoeur (en francés: /kɔ̃tʁəkœːʁ/) es una ciudad de la provincia de Quebec, Canadá. Es una de las ciudades que conforman la Comunidad metropolitana de Montreal y se encuentra en el condado regional de Marguerite-D'Youville y a su vez, en la región administrativa de Montérégie. Hace parte de las circunscripciones electorales de Verchères a nivel provincial y de Verchères−Les Patriotes a nivel federal.

## Geografía
Contrecœur se encuentra ubicada en las coordenadas 45°51′00″N 73°14′00″O / 45.85000, -73.23333. Según Statistics Canada, tiene una superficie total de 61,19 km² y es una de las 1135 municipalidades en las que está dividido administrativamente el territorio de la provincia de Quebec.

## Demografía
Según el censo de 2011, había 6252 personas residiendo en esta ciudad con una densidad poblacional de 102,2 hab./km². Los datos del censo mostraron que de las 5678 personas censadas en 2006, en 2011 hubo un aumento poblacional de 574 habitantes (10,1%). El número total de inmuebles particulares resultó de 2979 con una densidad de 48,68 inmuebles por km². El número total de viviendas particulares que se encontraban ocupadas por residentes habituales fue de 2732.